# Hrvatska građanska inicijativa
Hrvatska građanska inicijativa (HGI) je  politička stranka Hrvata u Crnoj Gori sa sjedištem u Tivtu.
Cilj joj je ostvarivati zajedničke interese udruženih građana slobodnim i dobrovoljnim načinom, djelujući politički i na druge načine, a u svezi s oblikovanjem, izražavanjem, zastupanjem i ostvarivanjem ciljeva i interesa koji su određeni u programu stranke te ostalim dokumentima koje su ovlaštena tijela HGI donijela. 
Prema statutu HGI, posebnu pozornost daje ostvarenju prava i sloboda hrvatskog naroda u Crnoj Gori, ali i drugih naroda u skladu s Ustavom i Zakonom.
HGI je stekla povjerenje i drugih naroda, pa je na izborima zabilježila znakovit porast broja glasača u krajevima Crne Gore s vrlo malo Hrvata. 2016. dobila je potporu 1663 birača, 193 više nego na prethodnim parlamentarnim izborima. Osobit porast zabilježila je u Podgorici i na sjeveru Crne Gore, gdje je broj Hrvata zanemariv. Na Žabljaku, gdje popis nije zabilježio Hrvate, HGI je dobila 7 glasova, Pljevlja su od jednog glasa iz 2012. došli do 25 glasova. Primorske općine gdje je više Hrvata dale su manje glasova. U Kotoru gdje je 1553 Hrvata, HGI je dobio 307 glasova, 85 glasova manje nego 2012., a u Tivtu je dobila 519 glasova, daleko od 661 glasa 2016. godine. U Herceg Novom je HGI dobila dvostruko više 2016. nego 2012., 130 na prema 73 glasa. Interesantni su rezultati glasovanja u izbornoj jedinici Podi 1 u zaleđu Herceg Novog, živi 99,9 posto pravoslavnog stanovništva koje se u najvećoj mjeri se deklarira kao Srbi. HGI je tu dobio 21 glas, što nije uspio ni u Tivtu. Na biralištu u Lepetanama gdje je većina katoličke tj. hrvatske populacije, HGI je dobio samo 5 glasova, glas manje nego na lokalnim izborima travnja 2016. Lepetane su matično biralište predsjednice HGI Marije Vučinović. Veljače 2019. godine Vučinović je smijenjena i na na mjesto v.d. čelnika izabran je Josip Gržetić.

## Vanjske poveznice
- Hrvatska građanska inicijativa[neaktivna poveznica]
- Statut[neaktivna poveznica]
- Politički program[neaktivna poveznica]
- http://www.hgi.co.me/content/sredi%C5%A1nji-odbor Središnji odbor]
- (cg.) Radio Tivat  Arhivirana inačica izvorne stranice od 16. siječnja 2017. (Wayback Machine) HGI: Unaprijediti politiku obrazovanja, 23. rujna 2016.